# Віденський Діоскорид

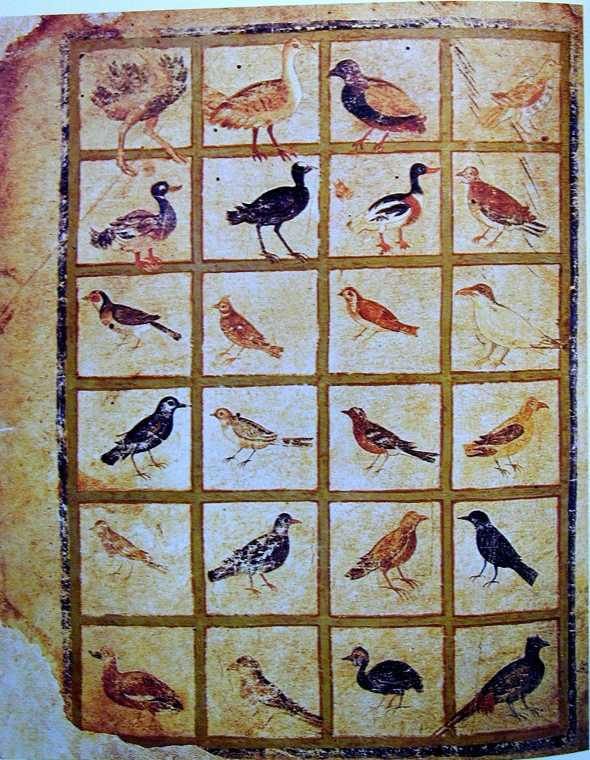
Галерея птахів на фоліо 483v Віденського Діоскорида

Віденський Діоскорид — візантійський грецький ілюмінований рукопис початку 6-го ст., який містить твір «De Materia Medica»  (Περὶ ὕλης ἰατρικῆς оригінальною грецькою) Діоскорида шрифтом унціал. Це важливий і рідкісний приклад пізньоантичного наукового тексту. 491 пергаментних фоліо мають розміри 37 на 30 см і містять понад 400 малюнків тварин і рослин, більшість з яких виконана в натуралістичному стилі. Крім тексту Діоскорида, рукопис має додані до нього «Carmen de herbis», який приписують Руфу, переказ орнітологічного трактату якогось Діонісія, що, як правило, ототожнюється з Діонісієм Філадельфійським, і переказ трактату про лікування зміїних укусів Нікандра.
Рукопис був створений близько 515 року в столиці Візантійської (Східної Римської) імперії Константинополі, для візантійської імперської принцеси, Аніції Юліани, дочки Аніція Олібрія, який був одним з останніх західних римських імператорів. Відповідно науковці називають рукопис Кодекс Аніції Юліани. Хоча він був створений як розкішна копія, в наступні століття його використовували щодня в якості підручника у імператорському госпіталі Константинополя і середньовічний напис свідчить, що грецький медбрат по імені Натанаїл, замовив його перепліт  1406 р. Після того, як рукопис проіснував в Константинополі більше тисячі років, цей текст потрапив до імператора Священної Римської Імперії у Відні в 1500-х роках, століття після того, як місто було захоплено  османами.
Протягом візантійського періоду рукопис використовувався як оригіналу для копії твору, які дарувались іноземним лідерам, в тому числі арабське видання Абд Ар-Рахмана III Іспанського, для створення якого візантійський імператор Костянтин VII Багрянородний направив грецьку копію і перекладача. На тексті також є нотатка з іменем Михайла з Варязької гвардії.
1406 року рукопис була реставрований і до нього був доданий зміст і велика схолія візантійським грецьким мініскулом, патріаршим нотаріусом Іоаном Хортасменосом. В середині 1400-х років рукопис був використаний для створення Діоскорида папи Олександра VII, який тепер зберігається у Ватиканській бібліотеці, ченцями грецького православного монастиря св. Івана Хрестителя  в Константинополі. Після падіння Константинополя в 1453 році, подальший власник підписав кожну рослину назвою арабською мовою та івритом. Рукопис продовжував зберігатись у Стамбулі століття після падіння міста, і був придбаний у Мойсея Хамона, арабомовного єврейського лікаря султана Сулеймана Пишного, фламандським дипломатом Ож'є Гісленом де Бусбеком, який був на службі у імператора Фердинанда I з австрійських Габсбургів. Рукопис зараз зберігається в Австрійській національній бібліотеці у Відні, де він визначається як «Codex Vindobonensis med. gr. 1.» Рукопис був включений у реєстр програми ЮНЕСКО «Пам'ять світу» 1997 року на знак визнання його історичної значимості.

## Ілюстрації
Рукопис має 383 збережених ілюстрацій рослин з оригінальних 435 повносторінкових ілюстрацій. Ілюстрації діляться на дві групи. Є ті, які сумлінно дотримуватися раніших класичних моделей і дають досить натуралістичні ілюстрації кожної рослини. Є й інші ілюстрації, які є більш абстрактними. Більшість ілюстрацій були написані в натуралістичному стилі, з тим щоб допомогти фармакологу у визначенні кожної рослини. Однак, вважається, що ці ілюстрації є копіями з більш раннього травника і не були взяті з природи.

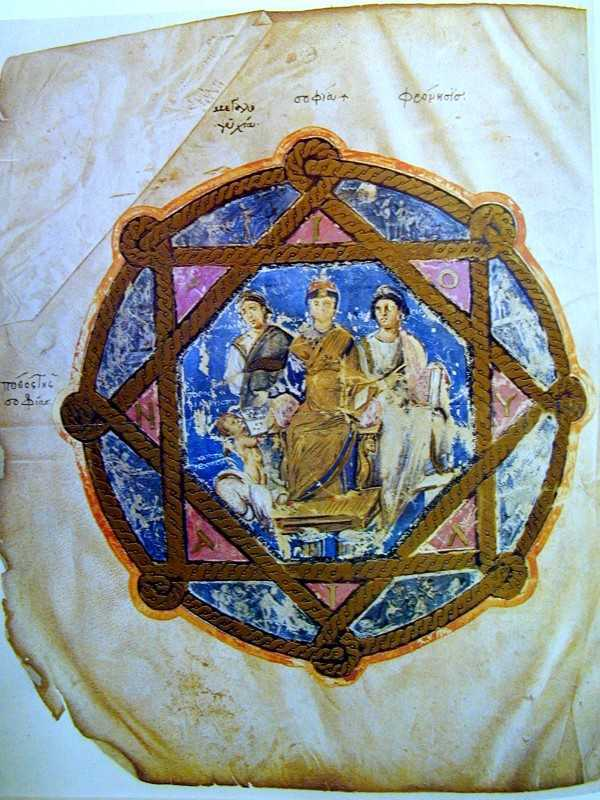
Фоліо 6v, портрет донора

На додаток до ілюстрацій тексту, рукопис містить кілька фронтисписів у вигляді серії повносторінкових мініатюр. Особливо слід відзначити мініатюрний портрет-присвяту Аніції Юліани фоліо 6 версо. Рукопис був подарований Аніції з вдячності за її фінансування будівництва храму в передмісті Константинополя. Цей портрет є найдавнішим портретом-присвятою, який дійшов до нас. На портреті Анація сидить в урочистій позі, роздаючи милостиню, її оточують уособлення Великодушності і Розсудливості, біля її ніг схилене на колінах інше уособлення з написом «Подяка мистецтв». На путто посвячення копії Аніції. Анація та її відвідувачі оточені восьмикутною зіркою в колі, які усі утворені переплетеними мотузками. У зовнішніх кутах зірки розташовані путто, виконані в техніці гризайль. Ця мініатюра являє собою абсолютно оригінальне творіння і, з урахуванням уособлень і путто, показує збереження класичної традиції в Константинополі, незважаючи на те, що Аніція сама була благочестивою християнкою.
Серія фронтисписів рукопису починається з двома повносторінковими мініатюрами, на кожній яких зображена група з семи відомих фармакологів. На другому малюнку (фоліо 3 версо), найвідоміший і єдиний, що сидить на стільці, — Клавдій Гален. Він перебуває в оточенні трьої пари інших лікарів, що сидять на каменях або землі. Найближчим до Галена є Кратеуас і Діоскорид. Друга пара — Аполлоній Мис і Нікандр. Далі від Галена — Андреас і Руф Ефеський. Кожна з фігур є самодостатнім портретом і була, ймовірно, списана  з авторських портретів з різних трактатів цих авторів. Сім фігур розташовані в складній декорованій рамці та на тлі з чистого золота, який поміщає фігури в абстрактний простір. Це найраніший відомий рукопис, в якому використаний суцільний золотий фон.

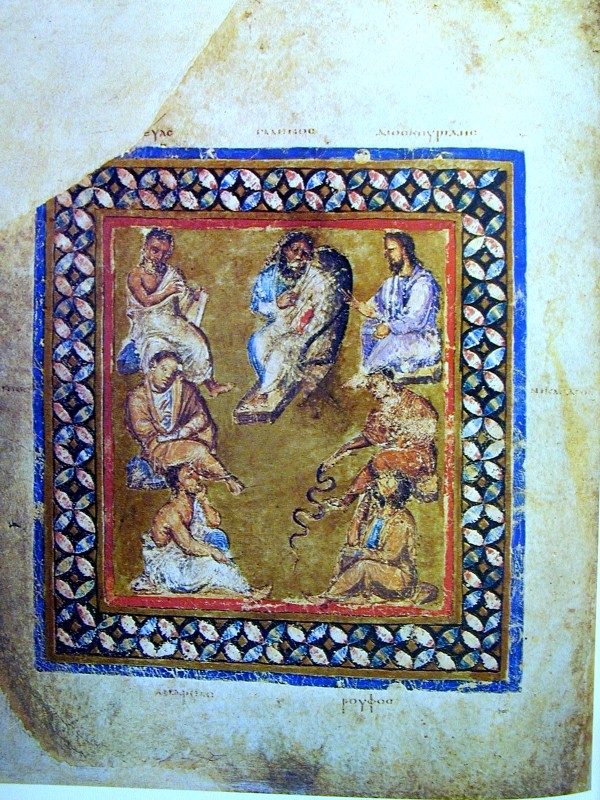
Фоліо 3v, сім лікарів

Після двох мініатюр з семи фармакологів розташовані два авторські портрети. На другому портреті Діоскорид сидить і пише і кодекс на колінах. Він зображений в профіль, який відповідає портрету на попередній мініатюрі. Цілком можливо, що існувала традиція, заснована на прижиттєвому портреті Діоскорида, який взятий за основу зображення. Перед Діоскоридом зображений художник, що сидить на більш низькому рівні, малюючи ілюстрацію кореня мандрагори. Він пише з натури, а корінь мандрагори, на який він дивиться, тримає уособлення Епіної (сили думки). Портрет має архітектурний фон, що складається з колонади з центральною нішею.
Парафраз трактату про птахів Діонісія наводиться в трьох книгах. Перші дві книги мають ілюстрації птахів, вставлені в текст стовпчиками без рами або фону; третя книга складається з 24 птахів, розташованих у сітці на повносторінковій мініатюрі (див. малюнок вище). Птахи, зображені по всьому трактату, вирізняються високою художньою якістю та і відповідають природі за формою і кольором. Більшість птахів легко ідентифікувати. Цікаво, що деякі з птахів, що містяться на повносторінковій мініатюрі в третій книзі, не описані в тексті парафраза. Цілком ймовірно, що ці малюнки були зроблені на основі ілюстрацій з старішого, іншого трактату, можливо, Александра Мундуса. Однак цей рукопис є найстарішим збереженим ілюстрованим трактатом про птахів.

## Галерея

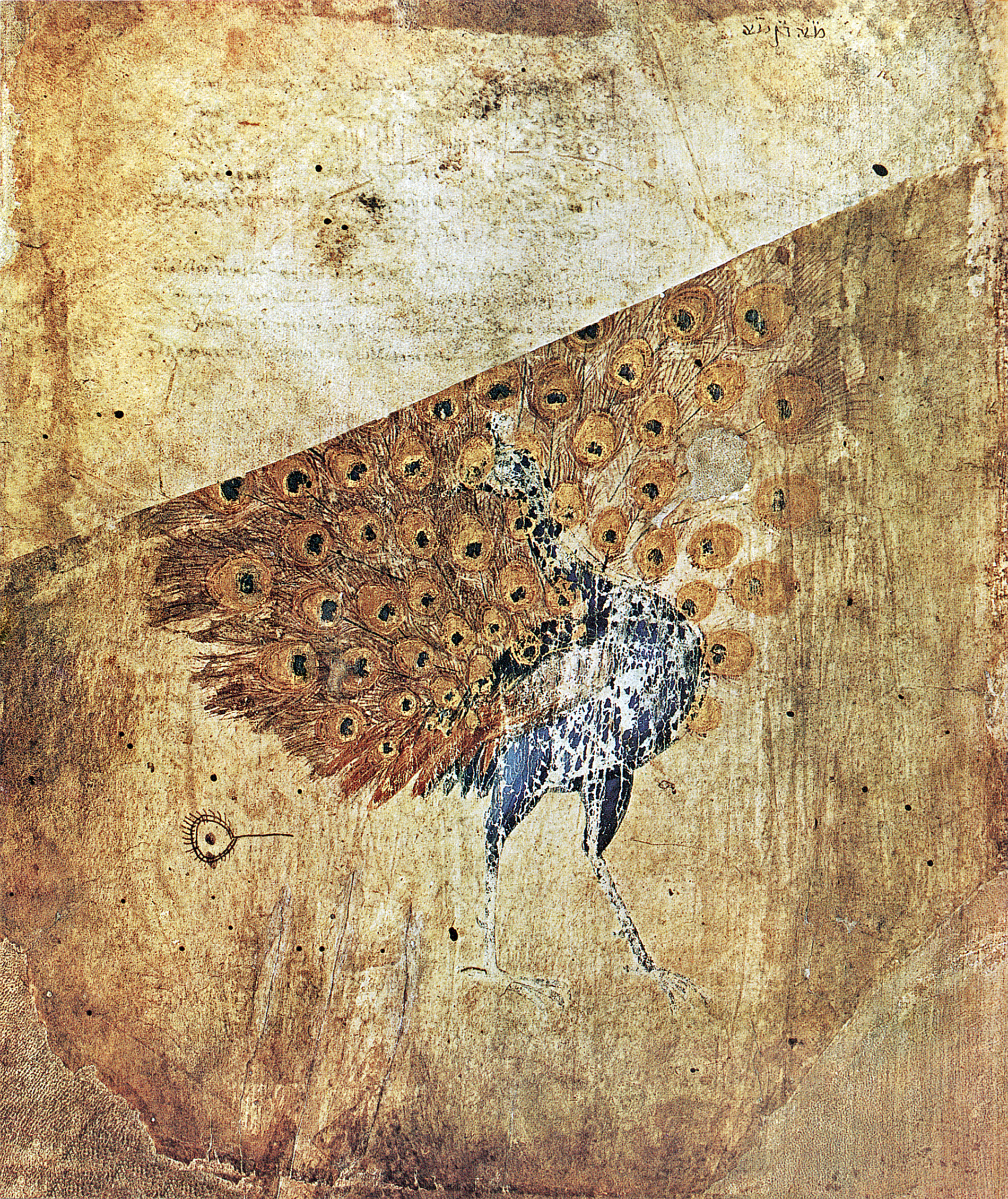
Павич на форзаці
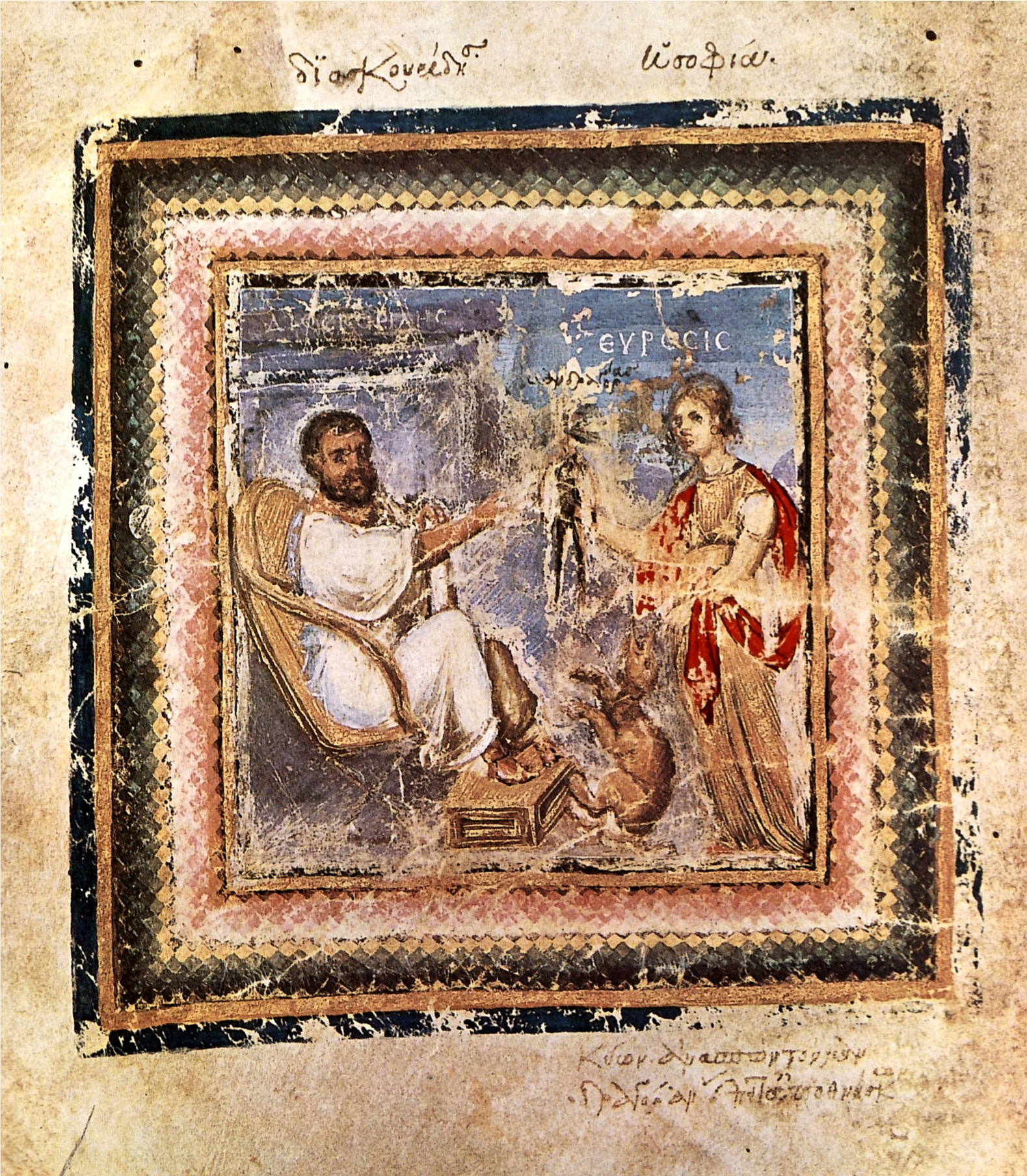
Портрет автора
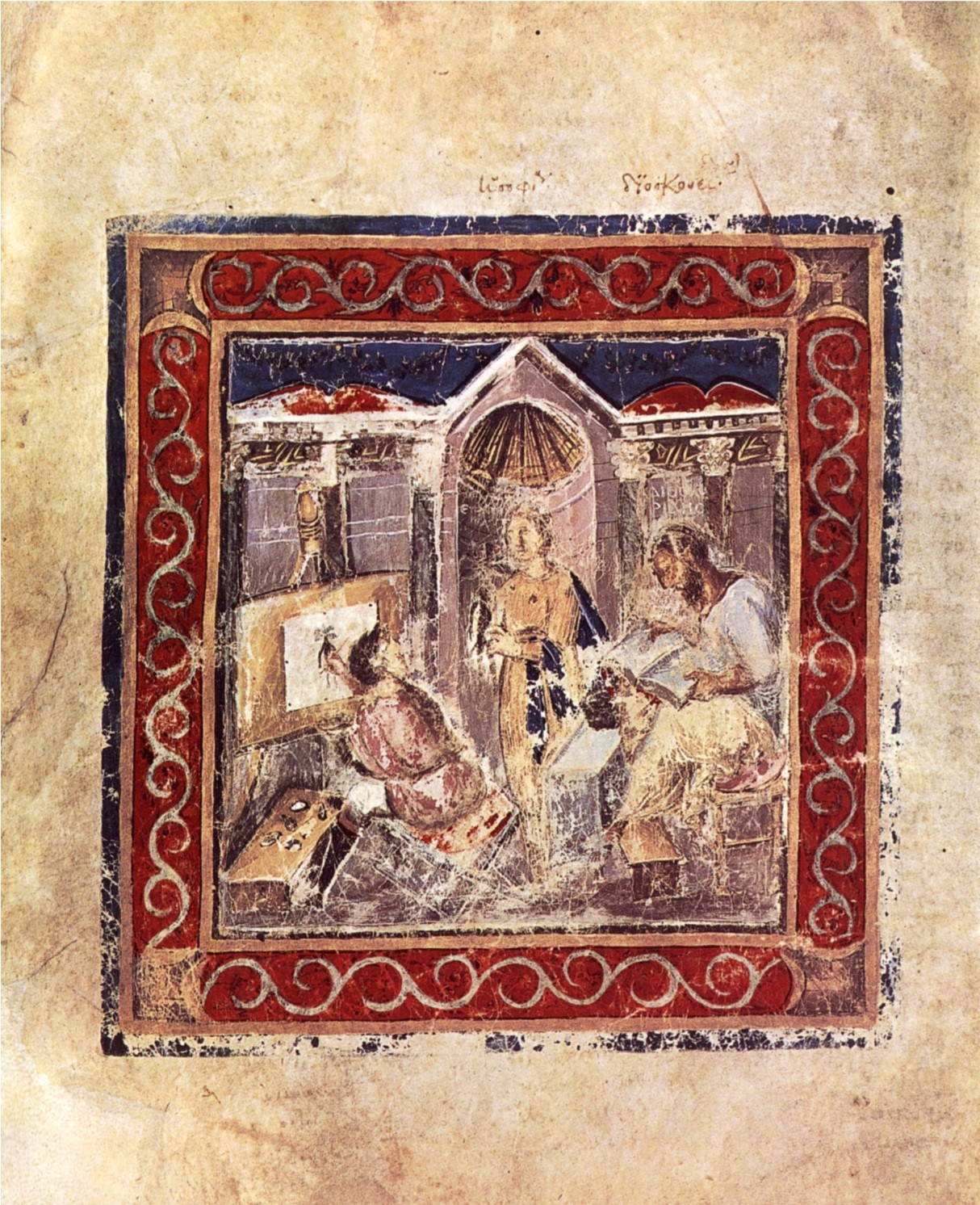
Фоліо 5v, портрет автора
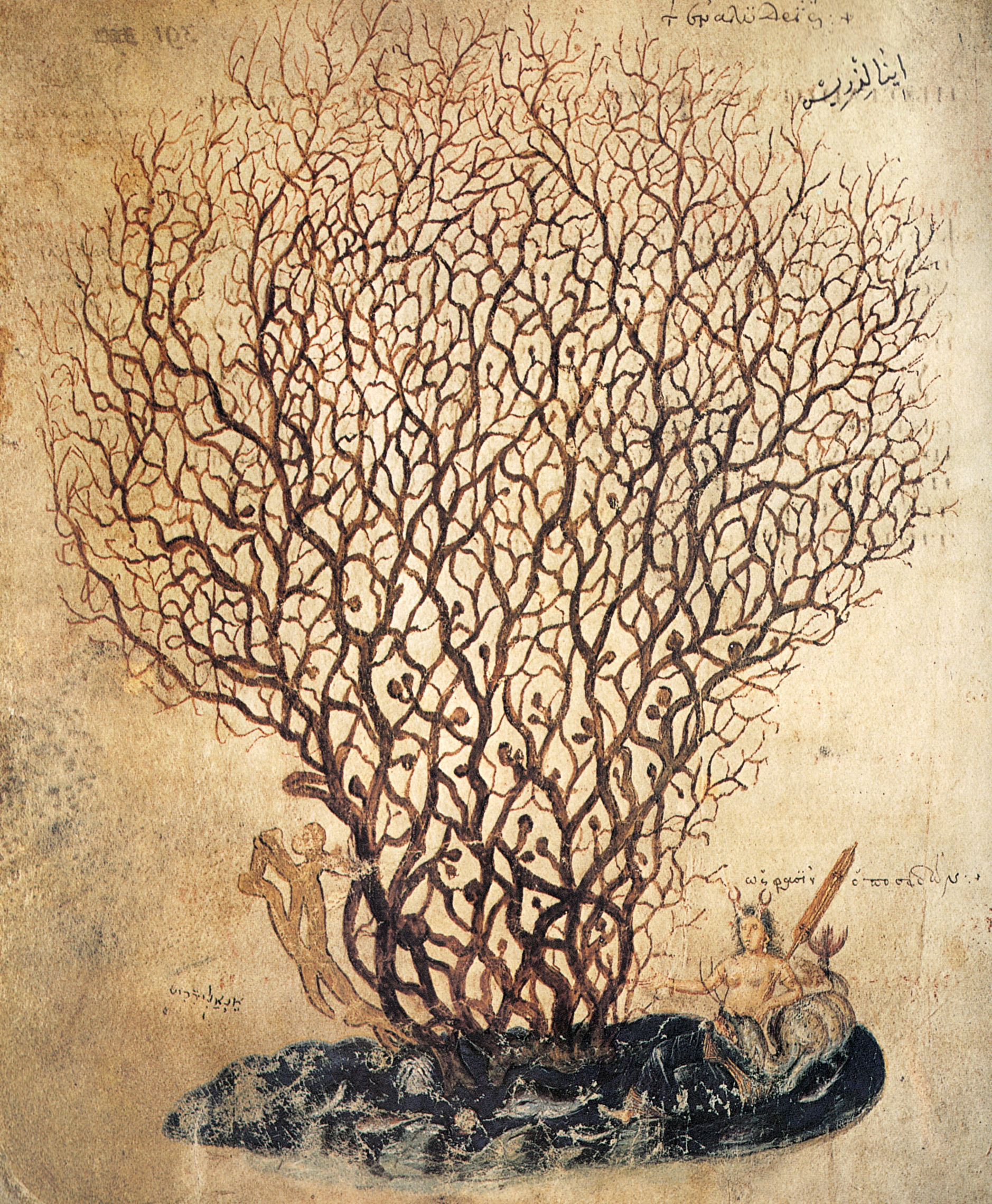
Корал
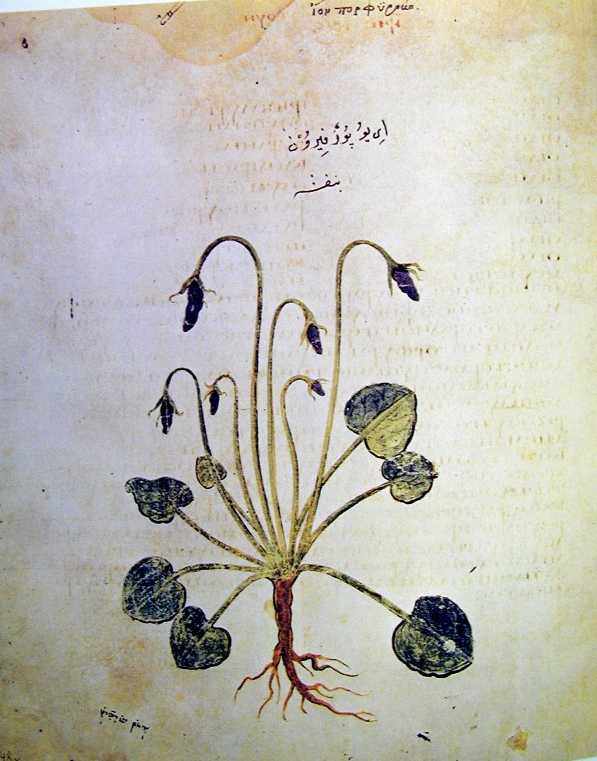
Фоліо 148v, фіалка
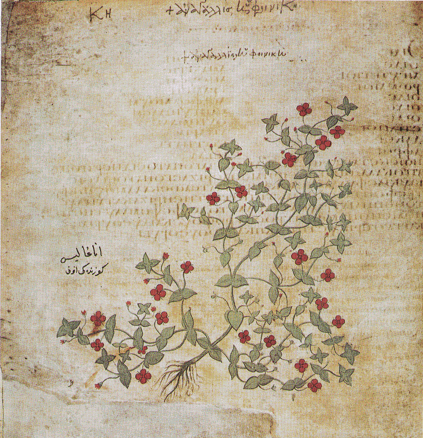
Первоцвіт
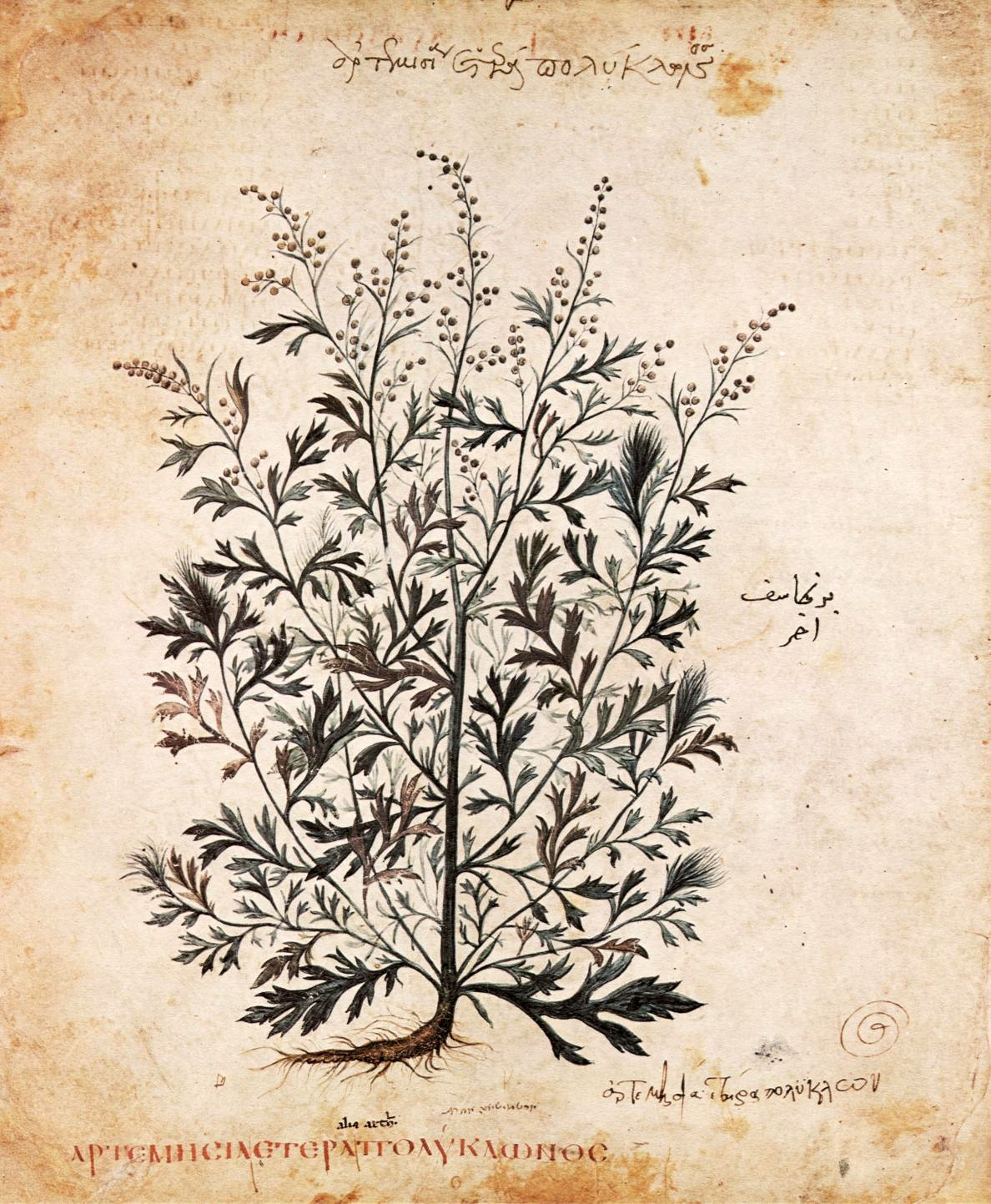
Полин звичайний (фоліо 20v)
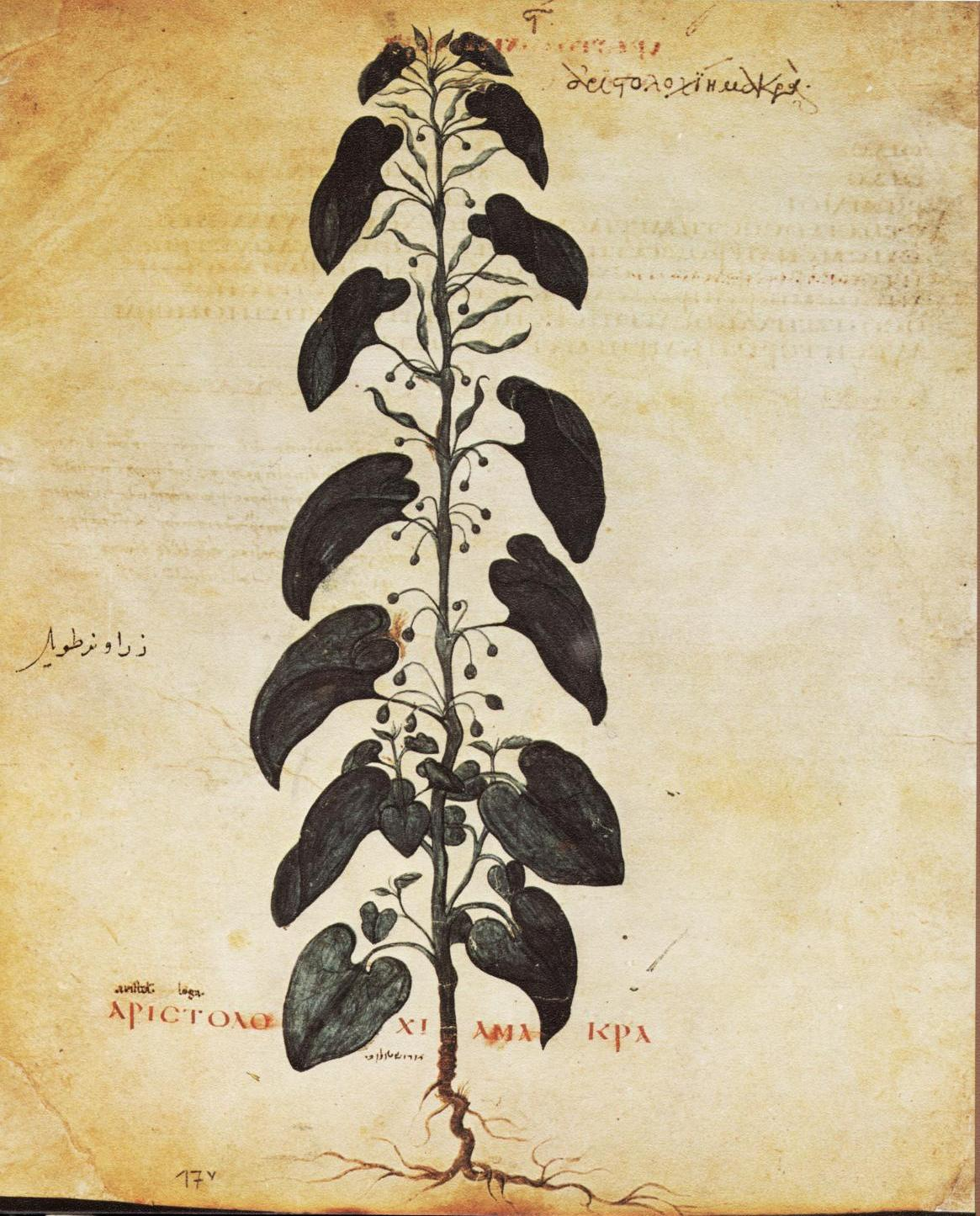
Хвилівник звичайний (фоліо 17v)
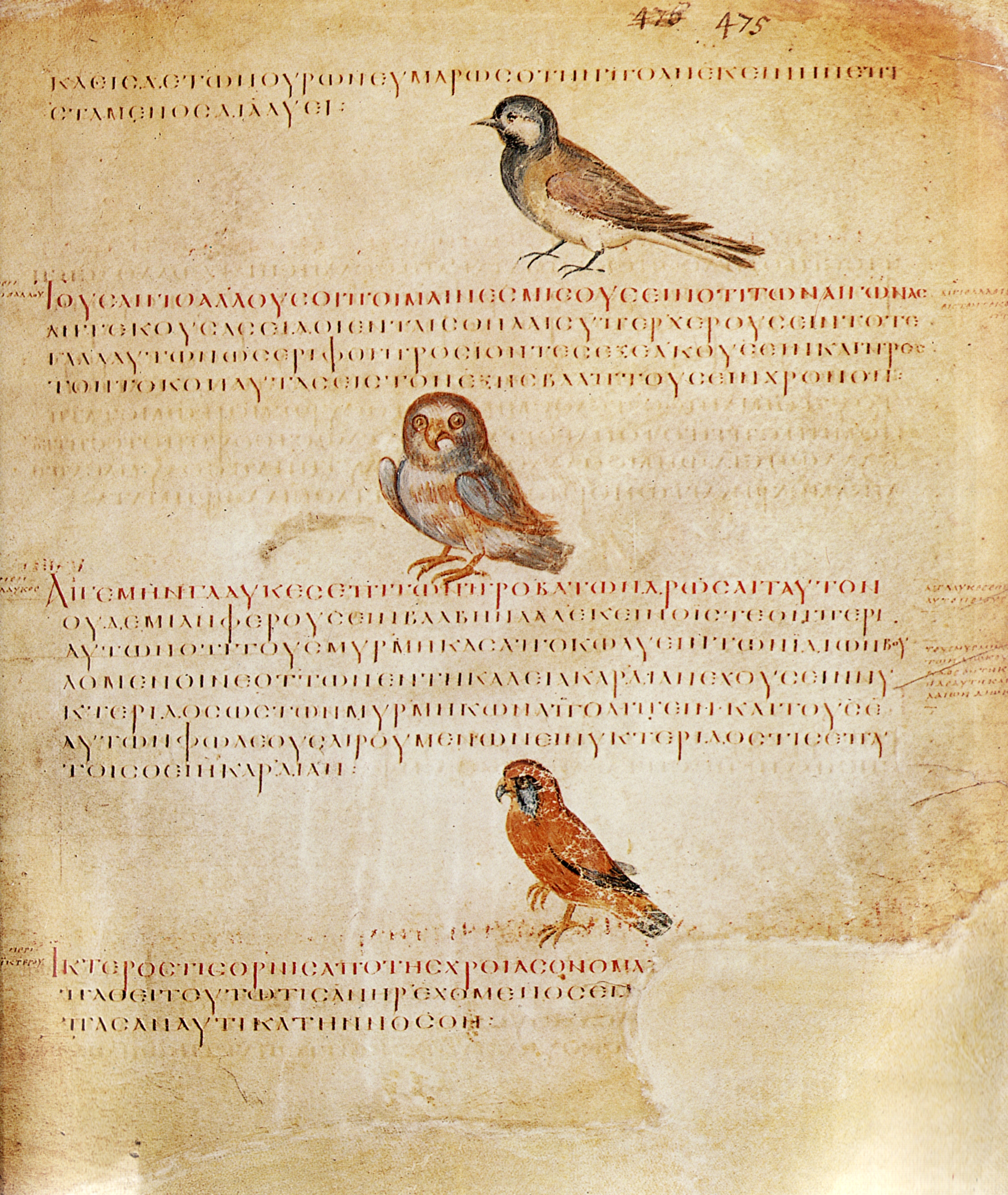
Птахи
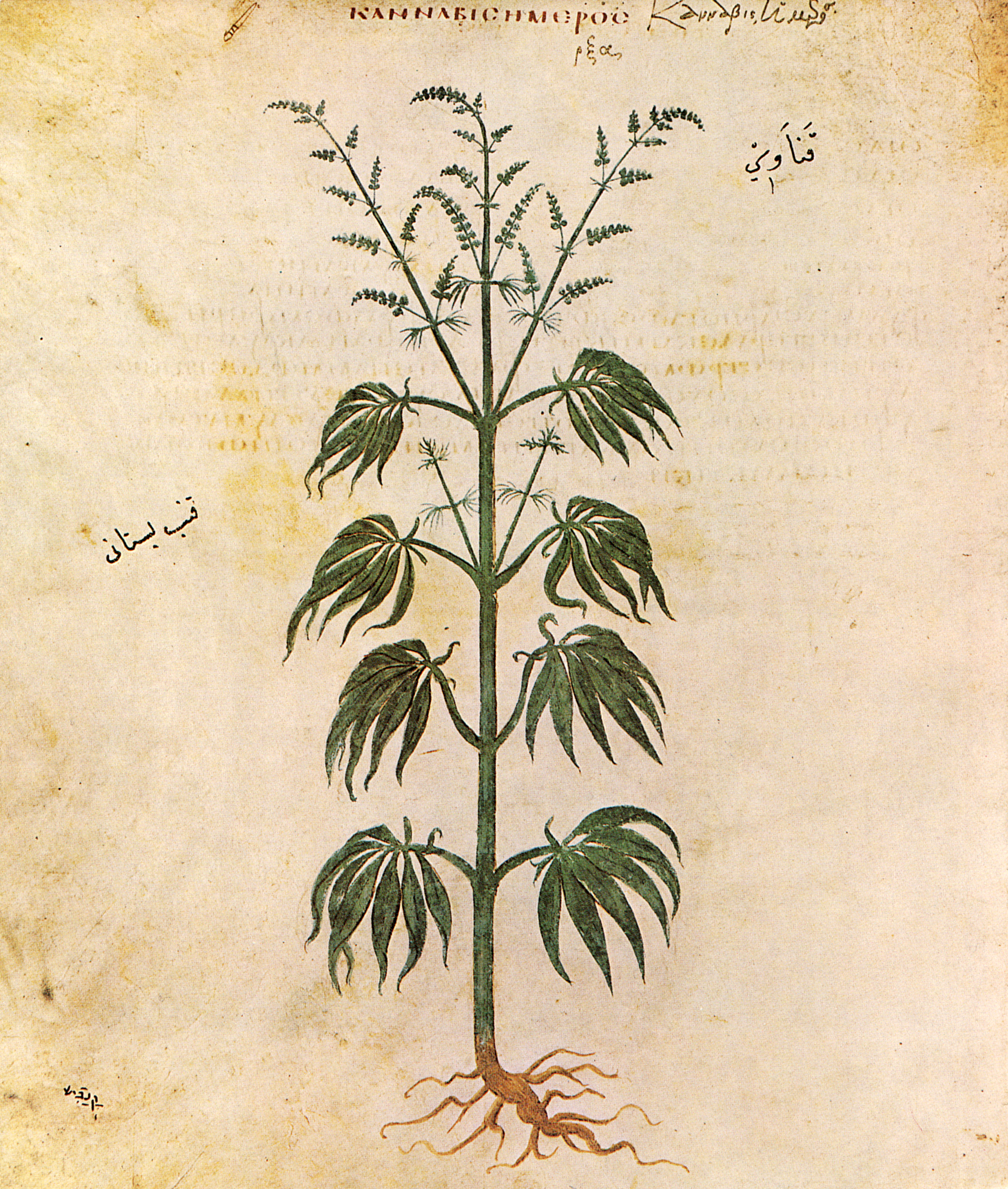
Коноплі
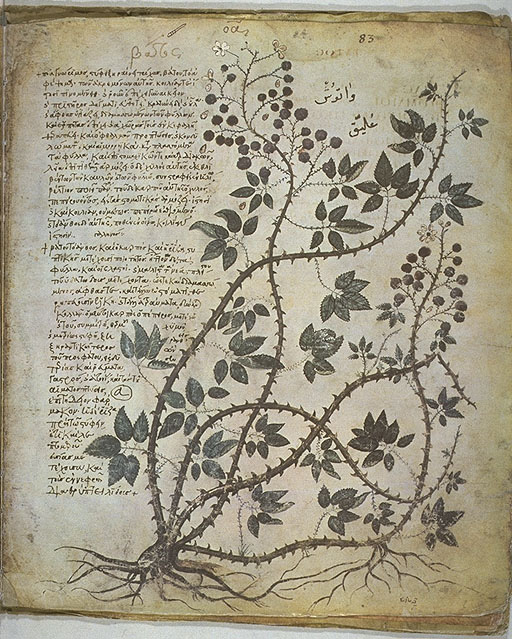
Європейська ожина

## Видання
- Pedanios Dioskurides: Codex Vindobonensis med. Gr. 1 der Österreichischen Nationalbibliothek (= Codices selecti phototypice impressi, Band 12), Akademische Druck- und Verlagsanstalt, Graz 1965—1970 (vollständige Faksimile-Ausgabe des Wiener Dioskurides in fünf Teillfragmenten)
- Der Wiener Dioskurides. Codex Vindobonensis medicus graecus 1. Hrsg. von Hans Gerstinger, Band I: Faksimile, Band II: Kommentarband. Graz 1970 (= Codices selecti, 12)
- Pedanios Dioskurides: Der Wiener Dioskurides. Codex medicus graecus 1 der Österreichischen Nationalbibliothek (= Glanzlichter der Buchkunst, Band 8), 2 Bände, Akademische Druck- und Verlagsanstalt, Graz 1998 und 1999, ISBN 3-201-01699-3 und ISBN 3-201-01725-6 (mit Kommentar von Otto Mazal)